# Svätý Jur
Svätý Jur es un municipio del distrito de Pezinok en la región de Bratislava, Eslovaquia, con una población estimada a final del año 2024 de 6010 habitantes.
Se encuentra ubicado al este de la región, en el valle del río Morava y cerca de la frontera con la región de Trnava y con Austria.

## Demografía
| Año        | 1994 | 2004    | 2014     | 2024    |
| ---------- | ---- | ------- | -------- | ------- |
| Población  | 4529 | 4799    | 5500     | 6010    |
| Diferencia |      | +5,96 % | +14,60 % | +9,27 % |

| Año        | 2023 | 2024    |
| ---------- | ---- | ------- |
| Población  | 5983 | 6010    |
| Diferencia |      | +0,45 % |